# Zeche Preußen
Die Zeche Preußen war ein Steinkohlebergwerk in den Lüner Ortsteilen Horstmar und Gahmen (Westfalen). Das Bergwerk ging im Jahre 1887 infolge Besitzerwechsels aus der Zeche Vereinigte Nordsee hervor.

## Geschichte

### Die Anfänge
Im Jahr 1872 wurde in Lünen-Gahmen mit den ersten Arbeiten für den Schacht Gustav begonnen. Der Schacht war als erster Schacht der Zeche Vaterland geplant. Im 3. Juli des Jahres 1873 konsolidierten die Grubenfelder Vaterland I, Vaterland II, Vaterland III und Vaterland IV zu Gustav Adolph. Noch im selben Jahr wurde mit den Teufarbeiten für den Schacht Gustav Adolph begonnen. Die Berechtsame umfasste zu diesem Zeitpunkt eine Fläche von 15 km2. In der Zeit vom 19. Dezember des Jahres 1874 bis zum 16. Februar des Jahres 1875 erfolgte die Umbenennung des Bergwerks in Zeche Nordsee. Im Jahr 1874 erreichte der Schacht bei einer Teufe von 250 Metern das Karbon. Im April des Jahres 1875 kam es im Schacht zu einem Wassereinbruch, pro Minute flossen bis zu 2,9 m3 Wasser in den Schacht. Dies führte dazu, dass die Teufarbeiten bei einer Teufe von 275 Metern eingestellt wurden. In der Zeit vom 15. Oktober bis zum 17. März des Jahres 1876 konsolidierte die Zeche Nordsee mit der Zeche Berta Wilhelmine zur Zeche Vereinigte Nordsee. Die Zeche Berta Wilhelmine hatte zuvor begonnen, den Schacht Berta Wilhelmine abzuteufen, aber auch hier wurden bei einer Teufe von 120 Metern die Teufarbeiten gestundet.

### Die weitere Errichtung des Bergwerks
Im Jahr 1877 wurden die Arbeiten an den Schächten weiter fortgesetzt. Zunächst einmal wurde im Mai des Jahres 1877 der Schacht Bertha Wilhelmine gesümpft. Nachdem der Schacht gesümpft war, wurden die Teufarbeiten weiter fortgesetzt. Kurze Zeit später erreichte der Schacht bei einer Teufe von 230 Metern das Karbon. Im Februar des Jahres 1878 kam es im Schacht Berta Wilhelmine bei einer Teufe von 234 Metern zu einem erneuten Wassereinbruch. Aufgrund der starken Wasserzuflüsse wurden beide Schächte aufgegeben. In der Zeit vom 31. Mai 1878 bis zum 1. August des Jahres 1879 wurden die Felder Berta Wilhelmine I, IV, VIII, XVI, XVII und Schlägel & Eisen VII erworben. Anschließend wurden die Felder konsolidiert. Die gesamte Berechtsame umfasste nun eine Fläche von 17 km2, hinzu kam das Solefeld Vereinigte Nordsee mit einer Fläche von 2,2 km2. Im Jahr 1887 wechselte der Besitzer der Zeche. Neuer Besitzer war die belgische Gewerkschaft Nordsee. Noch im gleichen Jahr wurde das Bergwerk umbenannt in Zeche Preußen, auch die Schächte wurden umbenannt. Schacht Gustav Adolph wurde umbenannt in Schacht Prinz Heinrich und Schacht Berta Wilhelmine erhielt den Namen Schacht Prinz Wilhelm. Im Jahr 1888 wurden die Schächte weiter gesümpft.
Im Jahr 1889 wurden die Schächte erneut umbenannt. Schacht Prinz Heinrich erhielt den Namen Preußen I/1 und Schacht Prinz Wilhelm erhielt den Namen Preußen II/1. Auf Beschluss der Generalversammlung der Harpener Bergbau-Aktien-Gesellschaft vom 28. Februar des Jahres 1891 wurde die Zeche Preußen von der Harpener Bergbau AG übernommen. Die Gewerkschaft Preußen wurde nach Übernahme des Bergwerks durch die Harpener Bergbau AG aufgelöst. Das Bergwerk wurde in die beiden Betriebsteile Preußen I und Preußen II aufgeteilt. Der Betriebsteil Preußen I befand sich in Gahmen an Gahmener Straße und Preußen II in Horstmar an der Preußenstraße. Im Laufe des Jahres 1891 wurden die Teufarbeiten an Schacht Preußen I/1 weiter durchgeführt. Bei den Teufarbeiten kam es erneut zur erheblichen Wasserzuflüssen. Im Jahr 1892 wurde mit den Teufarbeiten für den Schacht Preußen I/2 begonnen. Der Schacht wurde neben Preußen I/1 angesetzt. Im darauffolgenden Jahr erreichte der Schacht bei einer Teufe von 347 Metern das Karbon. Im Jahr 1894 wurde im Schacht Preußen I/2 bei einer Teufe von 439 Metern (- 380 m NN) die 1. Sohle und bei einer Teufe von 549 Metern (- 489 m NN) die 2. Sohle angesetzt.

### Die ersten Betriebsjahre

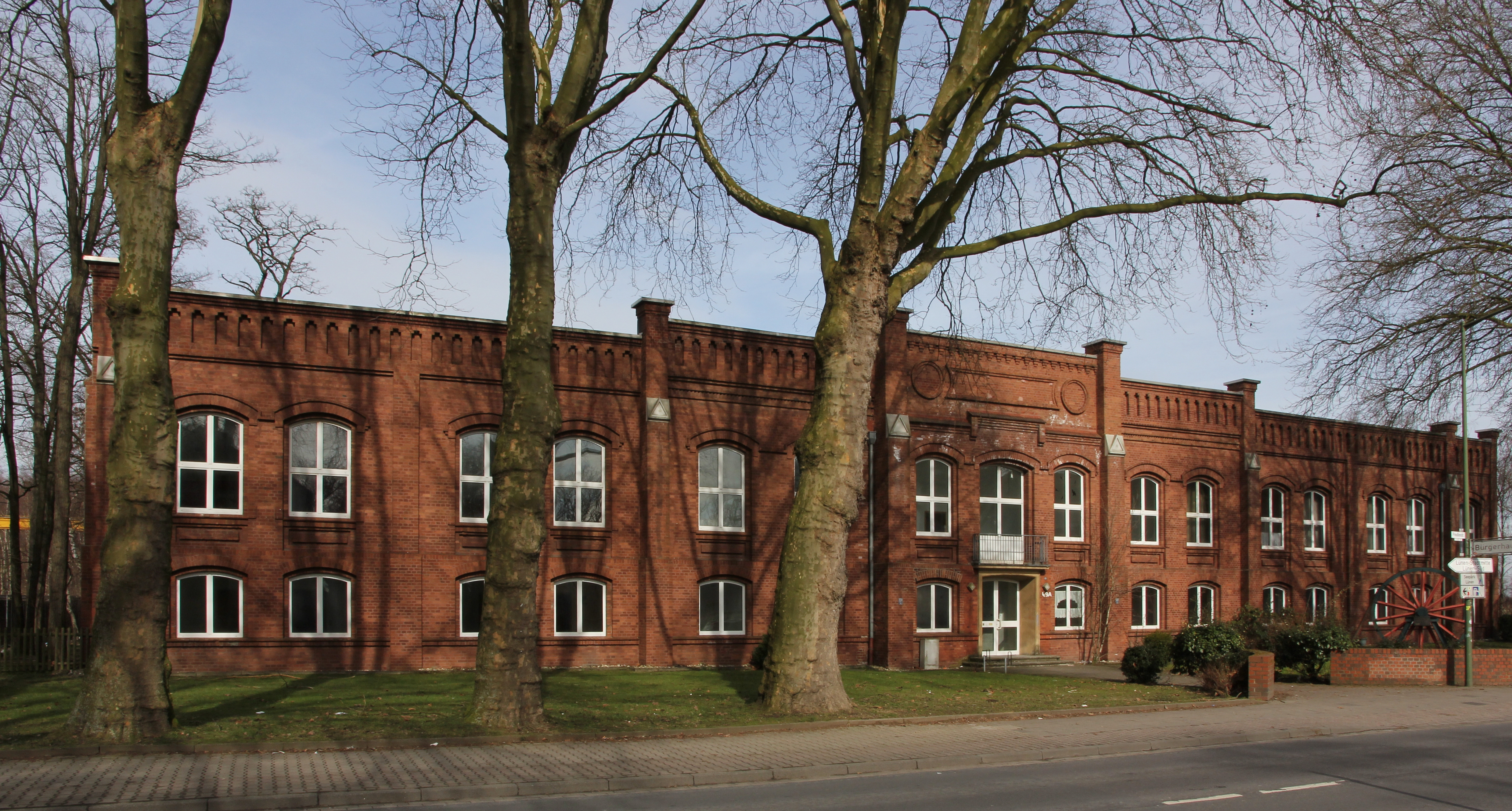
Ehemalige Verwaltung

Im Jahr 1895 wurden die beiden Schächte in Betrieb genommen. Schacht 1 wurde für die Bewetterung und die Seilfahrt genutzt, Schacht 2 übernahm die Förderung. Im Jahr 1896 erhielt das Bergwerk einen Eisenbahnanschluss. Außerdem wurde der Schacht Preußen II/1 im Abbohrverfahren weiter geteuft. Im Jahr 1897 wurde mit der regelmäßigen Förderung begonnen. Noch im selben Jahr wurde in Horstmar mit den Teufarbeiten für den Schacht Preußen II/2 begonnen. Der Schacht wurde neben Schacht Preußen II/1 angesetzt. Im Jahr 1898 kam es im Schacht Preußen II/2 bei einer Teufe von 260 Metern zu einem starken Wassereinbruch, pro Minute flossen 27 m3 Wasser in den Schacht. Dadurch soff der Schacht in kurzer Zeit ab. Der Schacht wurde im Abbohrverfahren weitergeteuft. Im Jahr 1899 erreichte der Schacht bei einer Teufe von 367 Metern das Karbon. Im Herbst des Jahres 1900 wurde auf Preußen I eine Kokerei in Betrieb genommen. Im Jahr 1901 wurde im Schacht II/2 bei einer Teufe von 558 Metern (- 496 m NN) die 2. Sohle angesetzt. Im Jahr 1902 erhielt der Schacht II/2 eine elektrisch getriebene Fördermaschine. Diese Maschine war die erste mit Drehstrom angetriebene Fördermaschine im Ruhrbergbau. Im Jahr 1903 begann man auf Preußen II mit der Eigenbedarfsförderung. Im selben Jahr kam es auf der Zeche Preußen zu einem Grubenbrand. Im Jahr 1904 wurde auf Preußen II mit der regelmäßigen Förderung begonnen. Im Jahr 1905 wurde bei einer Teufe von 418 Metern (- 356 m NN) eine neue 1. Sohle angesetzt. Im Herbst des Jahres 1906 wurde auf Preußen II eine Kokerei in Betrieb genommen. Am 3. April des Jahres 1907 kam es bei einer verbotenen Seilfahrt zu einem Seilbruch. Bei diesem Ereignis wurden sieben Bergleute getötet.

### Ausbau der Schachtanlage

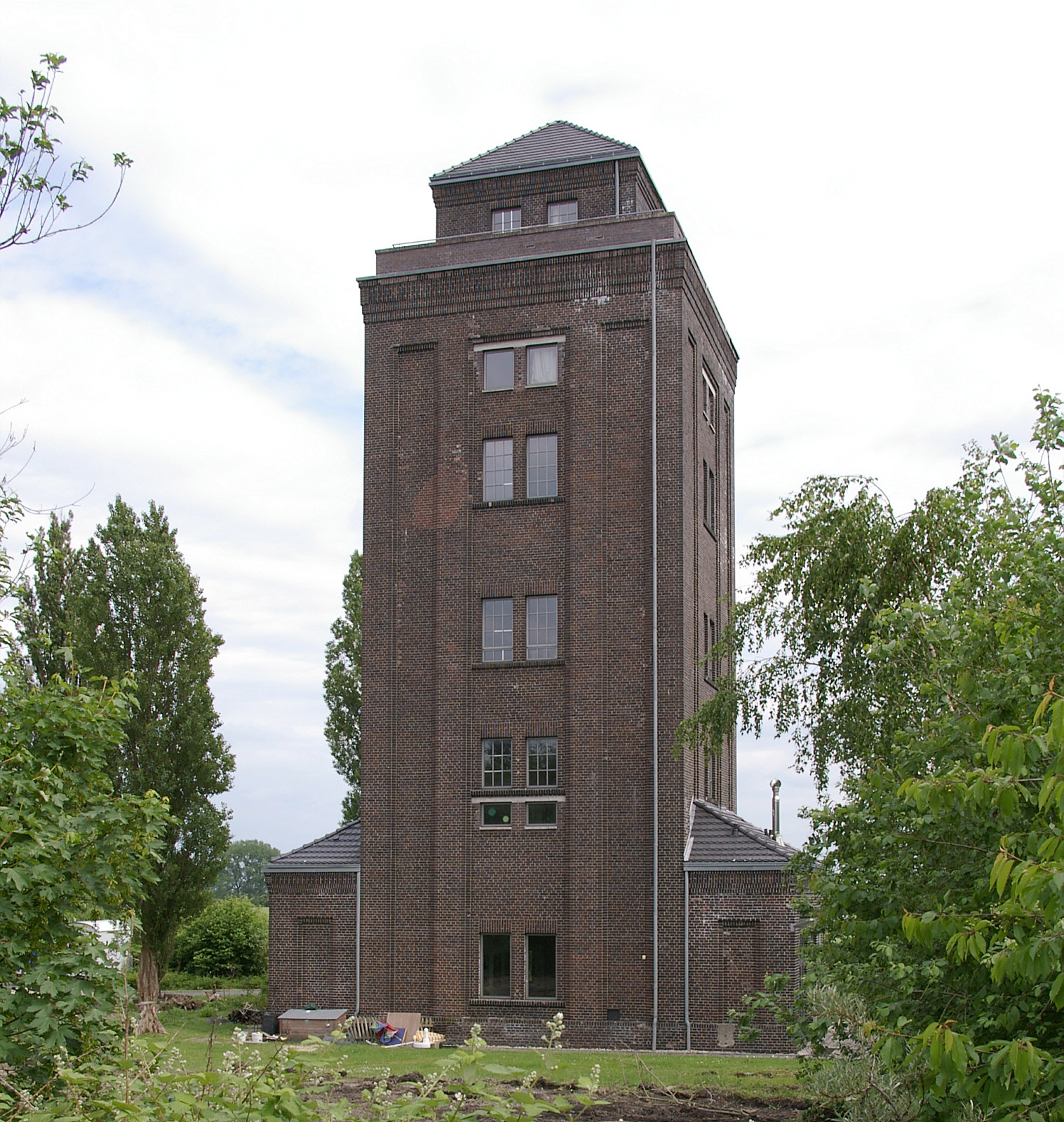
Luftschacht Rote Fuhr Preußen II

Im Jahr 1912 wurde auf der 2. Sohle zwischen Preußen I und Preußen II ein Durchschlag erstellt. Im Jahr 1919 wurde begonnen, über Gesenke die 3. Sohle anzusetzen. Diese Sohle wurde bei einer Teufe von 620 Metern (- 559 m NN) aufgefahren. Im gleichen Jahr wurde begonnen, über Gesenke bei einer Teufe von 642 Metern (- 580 m NN) eine Unterwerkssohle anzusetzen. Zu diesem Zeitpunkt umfasste die Berechtsame eine Fläche von 17 km2. Im Jahr 1924 wurde auf Preußen II die Kokerei stillgelegt. Im Jahr 1925 wurde begonnen, den zu Preußen II gehörigen Wetterschacht Grevel in Grevel abzuteufen. Dieser Schacht wurde auch als Luftschacht Rote Fuhr bezeichnet. Am 3. April des Jahres wurde der Betriebsteil Preußen I in Gahmen stillgelegt. Die Schächte wurden jedoch nicht verfüllt, sondern nur abgedeckt. Am 1. Mai desselben Jahres wurde die Kokerei auf dem Betriebsteil Preußen I stillgelegt. Im Jahr 1927 ging der Wetterschacht Grevel in Betrieb.

### Die letzten Jahre bis zur Stilllegung
Im Jahr 1928 wurde der Schacht Preußen II/1 bis zu einer Teufe von 690 Metern tiefer geteuft. Kurz nach danach kam der Stilllegungsbeschluß für die Zeche Preußen. Am 30. Juni des Jahres 1929 wurde die Zeche Preußen II stillgelegt. Die Schächte wurden ebenfalls nur abgedeckt. Die Tagesanlagen wurden überwiegend abgerissen. Die Stilllegung des Bergwerks war für die Stadt Lünen wirtschaftlich ein herber Rückschlag. Von den auf dem Bergwerk beschäftigten Mitarbeitern wurden die meisten arbeitslos. Im Jahr 1931 wurde der Schacht Grevel der Zeche Gneisenau zugeschlagen. Im restlichen Grubenfeld wurden von der Victoria Aufschlussarbeiten durchgeführt. Weitere Aktivitäten fanden nicht statt. Im Jahr 1940 wurde die Berechtsame aufgeteilt: das Feld Preußen Nord fiel mit den Anlagen von Preußen I und den beiden Schächten als spätere Victoria 3/4 an die Zeche Victoria und das Feld Preußen Süd an die Zeche Gneisenau.

## Förderung und Belegschaft
Die ersten Förder- und Belegschaftszahlen stammen aus dem Jahr 1895, in diesem Jahr wurden mit 337 Beschäftigten rund 7500 Tonnen Steinkohle gefördert. Im Jahr 1900 wurden 348.013 Tonnen Steinkohle gefördert, die Belegschaftsstärke betrug 1761 Mann. Im Jahr 1905 wurden mit 2085 Beschäftigten 356.980 Tonnen Steinkohle gefördert. Im Jahr 1910 wurden mit 2854 Beschäftigten 667.310 Tonnen Steinkohle gefördert. Im Jahr 1913 wurde die maximale Förderung des Bergwerks erzielt. Mit 2883 Beschäftigten wurden 771.858 Tonnen Steinkohle gefördert. Im Jahr 1915 lag die Förderung bei 600.444 Tonnen Steinkohle, die Belegschaftsstärke betrug 2392 Beschäftigte. Im Jahr 1920 wurden mit 3258 Beschäftigten eine Förderung von 615.119 Tonnen Steinkohle erzielt. Die letzten Förder- und Belegschaftszahlen des Bergwerks stammen aus dem Jahr 1928, in diesem Jahr wurden 451.440 Tonnen Steinkohle gefördert, die Belegschaftsstärke betrug 1605 Beschäftigte.

## Heutiger Zustand
Von der Schachtanlage ist nur das ehemalige Verwaltungsgebäude mit Teilen der Zechenmauer in Lünen-Horstmar erhalten geblieben. Außerdem existiert noch die Preußenhalde. Die an den Schächten in Gahmen aufgeschüttete Bergehalde ist mit einem Wegenetz erschlossen. Die für die Bergarbeiter der Zeche Preußen in Lünen-Süd errichtete Zechensiedlung „Siedlung Ziethenstraße“, Teil der Route der Industriekultur, aber auch die errichtete Zechensiedlung in Lünen-Horstmar, zeugen noch heute von der Bergbaugeschichte in Lünen. Von der Schachtanlage Preußen II sind nach Abbruch der Tagesanlagen im Jahre 1932 noch einige zinnenbekrönte Betriebsgebäude im Tudorstil erhalten.  Zwischen dem heutigen Gewerbepark und der Halde verläuft die „Gneisenau-Trasse“, ein Rad- und Wanderweg auf der Strecke der ehemaligen Zechenbahn, die von der Zeche Gneisenau in Dortmund-Derne bis zum Preußenhafen führte.
An die Zeche Preußen erinnern heute, neben dem ehemaligen Verwaltungsgebäude und Resten der Zechenmauer, noch der Bahnhof Lünen Preußen (Strecke Dortmund–Münster/Enschede), die Preußenstraße, der Sportverein SV Preußen 07 in Lünen-Horstmar, der Preußenhafen in Lünen-Süd (in der Gemarkung Horstmar), die Preußenhalde und die ehemalige Zechensiedlung.
Um das ehemalige Betriebsgelände des Verwaltungsgebäudes entstehen derzeit neue Wohnungen. Ebenfalls in dem Verwaltungsgebäude sind Wohnungen und Gewerbebetriebe geplant. Die Bausubstanz des alten Verwaltungsgebäudes ist nicht verwertbar, jedoch soll die Fassade renoviert und als Erinnerung an die Bergbauzeit stehenbleiben. Fertigstellung geplant Ende 2023.

## Lage
- Preußen I: 51° 35′ 18,2″ N, 7° 30′ 42,7″ O
- Preußen II: 51° 35′ 33,5″ N, 7° 32′ 48,9″ O